# Голи-Оток (тюрьма)

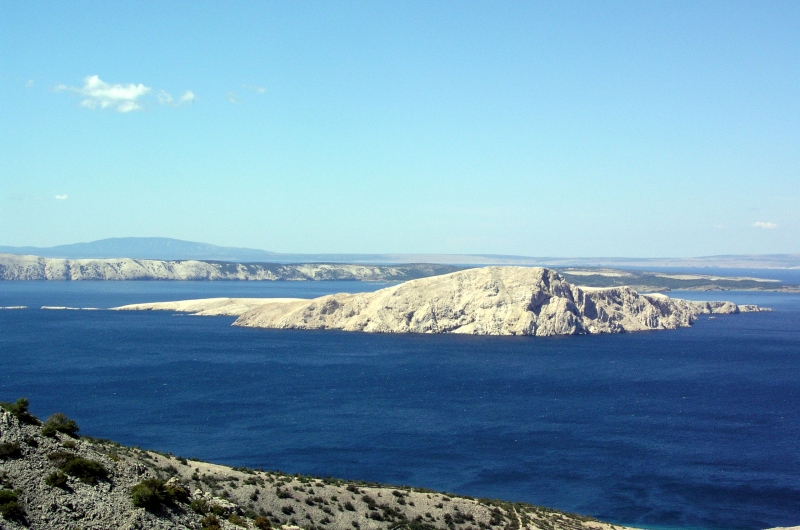
Остров Голи-Оток

Голи-Оток (хорв. Goli otok — Голый остров, серб. Голи оток) — югославская политическая тюрьма, которая была расположена на небольшом одноимённом острове в хорватской части Адриатического моря. Возникла в ходе обострившегося в конце 1940-х годов советско-югославского противостояния, что имело место после неприятия в 1948 году резолюции Информбюро со стороны Коммунистической партии Югославии и последовавших репрессий в отношении тех югославских коммунистов, которые поддерживали политику Сталина и СССР. Первые заключённые появились в июле 1949 года, когда туда поместили первую группу репрессированных. В 1956—1980 годах тюремный комплекс официально использовался в качестве лагеря для перевоспитания «противников коммунизма». В 1980 году лагерь преобразовали в исправительную колонию для подростков, которая под международным давлением в том же году была закрыта. Тюрьма перестала работать в 1988 году, а в 1989 была окончательно закрыта.

## История

### Предыстория
В связи с засушливым климатом и недостатком источников пресной воды небольшой остров Голи-Оток (около 4,7 км²), расположенный в хорватской части Адриатического моря, не имел постоянного населения и до 1949 года был необитаем. Имеются сведения, что в ходе Первой мировой войны Австро-Венгрия размещала на острове русских военнопленных с Восточного фронта. Ещё перед началом Второй мировой войны югославский военачальник Душан Симович выступил с предложением создать на острове концлагерь для коммунистов, но этот план не был реализован в связи с началом войны.
Лагерь для политзаключённых возник в ходе обострившегося в конце 1940-х годов советско-югославского противостояния, которое началось в 1948 году после неприятия резолюции Коминформа со стороны Коммунистической партии Югославии. Коминформ (Коминформбюро, Информбюро) был создан в сентябре 1947 года и первоначально включал коммунистические партии девяти стран, ведущее положение в нём занимали представители СССР. В 1948 году из-за острого конфликта между СССР и Югославией компартию последней исключили из Информбюро, а штаб-квартира организации, первоначально располагавшаяся в Белграде, была перенесена в Бухарест. Внешним проявлением советской антиюгославской кампании стало проходившее 19—23 июня 1948 года в Бухаресте второе совещание Коминформбюро, принявшее резолюцию «О положении в Коммунистической партии Югославии». В нём указывалось, что в последнее время КПЮ отошла от принципов марксизма-ленинизма, Югославия проводит недружественную политику в отношении СССР и ВКП (б), осуществляет дискредитацию советской армии и военных специалистов. В резолюции осуждалось ведение переговоров с «империалистическими государствами», которые могут склонить балканскую страну на путь капитализма. Ответ-заявление ЦК КПЮ на решение Информбюро о положении в КПЮ был опубликован в югославской прессе 30 июня 1948 года. В распоряжении советских дипломатов имелась информация, что уже 30 июня 1948 года силовые структуры Югославии получили приказ об аресте тех, кто выступает против позиции КПЮ.
В Югославии было объявлено о начале открытого обсуждения резолюции Информбюро среди коммунистов, на партийных собраниях была предоставлена возможность голосовать за позицию белградских властей или за позицию Москвы. Многие парторганизации, в частности в Белграде, единогласно «голосовали за нерушимую дружбу с СССР и ВКП (б)». Однако в целом по стране возобладала точка зрения сторонников Иосипа Броза Тито: из 468 175 членов КПЮ и 51 612 кандидатов в члены КПЮ за резолюцию Информбюро высказалось меньшинство — примерно 55 000 коммунистов и кандидатов в члены партии. 21 июля 1948 года в Белграде открылся V съезд КПЮ, на котором победили сторонники Тито, а он был избран на пост главы КПЮ, причём его кандидатуру поддержали 2318 делегатов, а против проголосовали только пять. Результаты съезда активно афишировались, использовалась пропагандистская формула «твёрдое „нет“ Сталину».
После открытой политической конфронтации Сталина и Тито, ВКП (б) и КПЮ, в Югославии началась антисоветская пропагандистская кампания и прокатилась волна репрессий в отношении граждан, которые поддерживали политику Сталина или симпатизировали СССР. Эти преследования расцениваются как одни из самых массовых репрессий в отношении коммунистов в истории. По официальным сведениям, в период с 1948 по 1963 год было арестовано 55 663 человек, которых обвиняли в поддержке просоветской политической линии. По неофициальным данным, в то время из КПЮ было исключено 58 596 человек, другие меры воздействия коснулись 31 142 человека (в середине 1948 года в партии насчитывалось более 468 000 членов и более 51 000 кандидатов). По оценкам западных экспертов, к 1950 году в стране насчитывалось 100 000 политзаключённых, а в 1951 году уже 300 000. По другим сведениям, с 1948 по 1952 год число помещённых в тюрьмы и лагеря составило 200 000 или даже 250 000.

### История тюрьмы

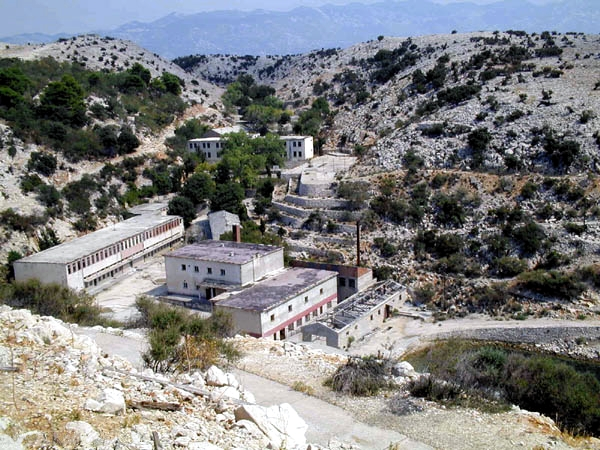
Часть тюремного комплекса

Первая группа политзаключённых в составе 1200 мужчин (по другим данным 1300)  была доставлена на остров 9 июля 1949 года на корабле «Пилат». В 1949 году по личному решению Тито весь остров был официально преобразован в сверхсекретную тюрьму строгого режима и трудовой лагерь, передан в ведение федеральных органов власти, как и прилегающий остров Свети-Гргур, где возник подобный лагерь для женщин-заключённых. Имеются сведения, что до февраля 1952 года тюрьму прошли 8250 заключённых, некоторые из них повторно. С 1950 года на острове отбывали срок и женщины. До потепления в отношениях между Югославией и СССР, начавшегося с 1956 года, в течение так называемого «Периода Информбюро» он использовался как политическая тюрьма для неблагонадёжных — известных и предполагаемых сталинистов, других членов КПЮ и даже беспартийных, обвиняемых в проявлениях симпатии или привязанности к СССР. Такие категории лиц в партийной документации и обществе получили название «информбюровцы» и его производными или синонимами: «коминформовец», «информбираш», «ибеовец», «ИБ», а тех из них, кто находился в заключении, в частности на Голом острове, где добывали мрамор, называли «мермерашами» от сербского слова «мермер» (мрамор).
На острове также находились в заключении многие антикоммунисты (сербские, хорватские, македонские, албанские и другие националисты и так далее). В лагере отбывали заключение также и не политические категории лиц, осуждённые за общеуголовные наказания. Заключённые на острове подвергались различного рода издевательствам и пыткам. Новички из числа заключённых подвергались пытке, получившей название «тёплый заяц» («ряд бесчестья»), когда сразу по прибытии на остров новые заключённые («тёплые зайцы») должны были пройти через двойной строй «старых заключённых», которые их в это время избивали, некоторые жертвы при этом умирали. Среди других издевательств и наказаний использовались: бойкот, «кадка» (голова узника находилась над ёмкостью с экскрементами); «бункер» (подобие карцера в траншее). Также на острове находились мраморные каменоломни, в которых в условиях тяжёлого климата принуждали работать заключённых.
Узников чаще всего наказывали во внесудебном порядке, по самым различным поводам, когда для того, чтобы угодить на остров, достаточно было задать неудобный вопрос, высказать комментарий, противоречащий политике официальных властей, согласиться на порочащее предложение и так далее. Многие стали жертвами сведения счётов, мести, попали по корыстным мотивам представителей силовых и судебных структур. Власти пытались скрыть факт существования и местонахождение лагеря, что во многом объясняют опасениями югославского режима о возможности диверсионной акции советских спецслужб по освобождению заключённых. На бывших узников оказывалось давление, а те из них, которые осмелились говорить о тюрьме, по доносу осведомителей помещались обратно. Однако утаить информацию от советской стороны так и не удалось, и в 1952 году в московском журнале «Славяне» была опубликована карта югославских тюрем и концлагерей, которая включала Голи-Оток и Свети-Гргур.

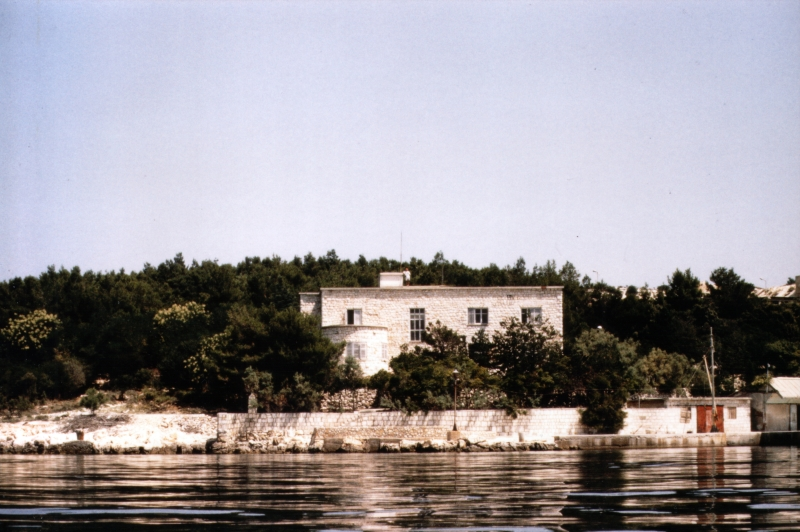
Бывшее административное здание тюрьмы, 1991

В 1956—1980 годах тюремный комплекс официально использовался в качестве лагеря для перевоспитания «противников коммунизма». В 1980 году, уже после смерти Тито, лагерь преобразовали в исправительную колонию для подростков, которая под международным давлением, вызванным негуманным обращением с заключёнными, была в том же году закрыта. Лагерь перестал функционировать в 1988 году, а в 1989 году был окончательно закрыт и его покинули последние охранники. По некоторым данным там отбывали срок около 16 000 политических заключённых, из которых от 400 до 600 умерли на острове. Авторы «Чёрной книги коммунизма» приводят официальные цифры 16 731 человек, среди которых более 5000 были осуждены в результате судебных приговоров, три четверти были отправлены на острова Голи-Оток и Свети-Гргур. По оценкам независимого эксперта Владимира Дедиера, количество заключённых исчисляется в районе 31 000—32 000 человек. По другим сведениям, в лагере отбыли заключение около 35 000 узников, четвёртая часть которых погибла во время отбывания наказания, и столько же умерло уже после освобождения от болезней, связанных с пытками, тяжёлым режимом и условиями. Возраст заключённых составлял от восемнадцати до семидесяти лет, а большинство находилось в возрасте от двадцати до тридцати лет. Историк Божидар Езерник приводит сведения о национальном составе заключённых: 7235 сербов, 3439 черногорцев, 2588 хорватов, 883 македонцев, 566 словенцев, 436 албанцев, 251 болгарин, 244 венгра, 87 итальянцев и другие. Из этих цифр видно, что среди узников относительно много черногорцев, а в тюрьме в полном составе оказались райкомы из населённых пунктов Никшич, Тиват, Даниловград, Беране и Улцинь, что связывают с традиционными пророссийскими настроениями в Черногории.
Тюрьма получила известность как «хорватский Алькатрас», а её название в Югославии стало нарицательным, став таким же олицетворением режима, как советский «Архипелаг ГУЛАГ», хотя в действительности, собственно на острове, размещался лишь один из многочисленных лагерей СФРЮ, расположенных как на островах (Свети-Гргур, Мрмур), так и в континентальной части страны. По поводу подобия советского и югославского тоталитаризма российский историк-балкановед Сергей Романенко писал: «Эти два явления одновременно были элементами противостояния двух режимов и символизировали их генетическое родство». По его мнению, тюрьма стала «символом трагедии» местных коммунистов, пострадавших за свои политические взгляды. Однако в тот период репрессиям подверглись не только члены КПЮ, которые поддерживали сталинскую линию, но и другие группы югославского общества:
Однако впоследствии это понятие стало вольно или невольно заслонять и прикрывать все остальные репрессии, проводившиеся в новой Югославии после войны, в период установления власти КПЮ. Официальная пропаганда исподволь внушала, что только коммунисты стали жертвами и имеют право на статус жертв режима. Однако политика репрессий началась с самых первых лет существования «титовской» Югославии и проводилась по политическому, религиозному и социальному принципам.
После прекращения функционирования тюрьмы остров становится необитаем, его посещают туристы и местные пастухи, которые занимаются выпасом овец, коз. Постепенно здания тюремного комплекса ветшают и приходят в негодность. В 2005 году парламент Хорватии поддержал идею объявить лагерь мемориальной зоной, но эта инициатива так и не была реализована.
По словам словенского антрополога Божидара Езерника, ни одна из стран бывшей Югославии не считает себя правопреемницей мест заключения репрессированных во времена Тито, а бурные события 1990-х годов затмили собой преступления югославского социализма «с человеческим лицом», или вызвали некоторую карикатурность, благодаря националистическому подходу, при котором они стали трактоваться «всего лишь дальнейшими преступлениями усташей против сербов, „тщательно спланированным продолжением Ясеноваца“». Также при таком националистическом подходе подчёркивается, что главной целью хорвата Тито были прежде всего православные народы Югославии. Так, репрессированный писатель Драгослав Михайлович настаивал на том, что в этих преступлениях «исходно присутствовала закулисная антисербская составляющая».

## В культуре
Острову и тюрьме посвящено несколько документальных фильмов, он упоминается в целом ряде литературных произведений, что стало возможно в балканской стране только в последние годы югославского режима. Открытую дискуссию о тюрьме и репрессиях Тито, в первую очередь, связывают с изданием в 1988 году книг бывших заключённых — М. Симича «В Голи Оток» и М. Поповича «Уничтожь банду», опубликованную уже после смерти последнего. Важную роль в полемике и привлечении внимания широкой публики сыграл также документальный фильм Д. Киша (1989), посвящённый женщинам из системы тюрем Голи Оток. Однако о тюрьме говорили и писали раньше, но более осторожно и завуалированно, опираясь на немногочисленные чужие свидетельства. Так, о тюрьме прямо идёт речь в ряде произведений сербского писателя Антоние Исаковича, в частности, в нашумевшем романе «Трен 2» (1982). События периода репрессий 1940—1950-х годов затронуты во втором полнометражном фильме Эмира Кустурицы «Папа в командировке» (1985), при создании которого режиссёр столкнулся с противодействием боснийских властей. Кустурица был знаком с историей тюрьмы из рассказов отца и его друзей-фронтовиков, многие из которых были помещены в Голи-Оток. Кроме того, сценарист фильма Абдула Сидран описал историю своего отца, отбывавшего заключение в тюрьме, в рассказе «Отец — это дом на слом». Остров упоминается в романе Филипа Рота «Театр Шаббата» (англ. Sabbath’s Theater, 1995), политическом эссе словенца Драго Янчара «Бриони» (2002), автобиографической новелле «Открытка из отпуска» хорватской писательницы Дубравки Угрешич. В эссе «Красная точечка» (1998) из сборника «Читать не надо!» (2000) она сравнивает трудности книги региональной литературы на пути к читателю, её борьбу с провинциальной литературной средой, с той пыткой, которую проходили заключённые: «А литературная среда в её современном виде напоминает длиннющий и мучительный туннель, проход по которому — нечто вроде „кролика на углях“».